# Jardín Botánico Alpino San Marco

El Jardín Botánico Alpino San Marco (en  italiano: Giardino Botanico Alpino San Marco), es una reserva de naturaleza y jardín botánico alpino de 1 hectárea de extensión, administrado por la comunidad de la montaña de Leogra-Timonchio, en el Valli del Pasubio, Italia.

## Localización
Ubicado a 1040 m s. n. m., en el km 44 del SP 46.
Giardino Botanico Alpino "San Marco" Pian delle Fugazze, Malga Pra, Valli del Pasubio, Provincia de Vicenza, Veneto, Italia.
Planos y vistas satelitales.45°32′45.24″N 11°32′25.08″E / 45.5459000, 11.5403000
Abre al público los fines de semana en los meses cálidos del año.

## Historia
Fue fundado en 1961 con la misión fundamental de preservar las especies vegetales presentes en la zona.

## Colecciones
El jardín botánico actualmente tiene una tercera parte de su espacio cubierto de un bosque de hayas, en el resto:
- Prado alpino
- Humedal diseñado por el hombre.
- Rocalla con especies de los Alpes Dolomíticos.
- Colección de orquídeas silvestres.

Las plantas que alberga son totalmente locales de los Dolomitas y los Alpes venecianos. 